# The Dark Knight (trilogía)
La trilogía de The Dark Knight (titulada El caballero oscuro en España y Batman: el caballero de la noche en Hispanoamérica) es una trilogía cinematográfica de superhéroes, basada en el personaje Batman de DC Comics. La trilogía consistió en Batman Begins (2005), The Dark Knight (2008), y The Dark Knight Rises (2012), dirigidas, producidas y escritas principalmente por Christopher Nolan.
Después del fracaso crítico y la decepción taquillera de Batman y Robin (1997), Warner Bros. decidió reiniciar la franquicia. La trilogía está protagonizada por Christian Bale como Bruce Wayne/Batman, Michael Caine como Alfred Pennyworth, Gary Oldman como James Gordon, y Morgan Freeman como Lucius Fox. Las tres películas fueron escritas y dirigidas por Christopher Nolan.
Cada película en la serie fue un éxito taquillero, en particular la segunda y tercera película, ambas de las cuales recaudaron más de $1000 millones mundialmente. Las películas también recibieron aclamaciones casi universales de los críticos y las audiencias, siendo elogiadas por la dirección, los temas y el desarrollo de personajes de Nolan, las actuaciones del reparto, una reinvención más realista y oscura del material original, un mayor uso de efectos prácticos sobre las imágenes generadas por computadora, y la música de Hans Zimmer para cada película. La trilogía de The Dark Knight ha obtenido un amplio reconocimiento no solo siendo una mejora masiva sobre la serie anterior de películas de Batman, sino también el mayor logro del género de las películas de superhéroes, así como tres de las mejores películas de todos los tiempos. Debido a que la trilogía pretendía ser una serie independiente, el personaje fue reiniciado nuevamente para el universo extendido de DC, iniciando con El hombre de acero  en 2013.

## Películas
| Película              | Fecha de lanzamiento | Director          | Guionista(s)                       | Historia de                        | Productor                                      |
| --------------------- | -------------------- | ----------------- | ---------------------------------- | ---------------------------------- | ---------------------------------------------- |
| Batman Begins         | 15 de junio de 2005  | Christopher Nolan | Christopher Nolan & David S. Goyer | David S. Goyer                     | Charles Roven, Emma Thomas & Larry Franco      |
| The Dark Knight       | 18 de julio de 2008  | Christopher Nolan | Jonathan Nolan & Christopher Nolan | Christopher Nolan & David S. Goyer | Emma Thomas, Charles Roven & Christopher Nolan |
| The Dark Knight Rises | 20 de julio de 2012  | Christopher Nolan | Jonathan Nolan & Christopher Nolan | Christopher Nolan & David S. Goyer | Emma Thomas, Charles Roven & Christopher Nolan |

### Batman Begins
Luego del reinicio rechazado de la historia de origen de Batman que ideó Joss Whedon en diciembre de 2002, Warner Bros. contrató a Christopher Nolan y David S. Goyer para escribir el guion de Batman Begins. El dúo apuntó a un tono más oscuro y realista, con la humanidad y el realismo siendo las bases de la película. La película fue rodada principalmente en el Reino Unido y Chicago, y a base de acrobacias tradicionales y modelos a escala con un uso mínimo de imágenes generadas por computadora. Christian Bale protagonizó como Batman, Liam Neeson como Ra's al Ghul, y Cillian Murphy como el Espantapájaros. Katie Holmes también apareció en la película como el interés amoroso de Bruce, Rachel Dawes, un papel creado para la película. Un nuevo Batmóvil (llamado el Acróbata) y un Bat-traje más móvil se crearon específicamente para la película.
Batman Begins, con una duración de 140 minutos, se estrenó el 15 de junio de 2005, en los Estados Unidos y Canadá en 3858 cines. La película fue un éxito taquillero, recaudando $48 millones en su primer fin de semana, y finalmente recaudando más de $372 millones mundialmente. La película también recibió aclamación crítica, con los críticos notando que el miedo fue un tema común a lo largo de la película, y remarcando que tenía un tono más oscuro comparado con las películas de Batman anteriores. La película fue nominada al Óscar a la mejor fotografía y a tres premios BAFTA. También fue colocada en el puesto n.º 81 en las "500 mejores películas de todos los tiempos" de Empire.
Aquí el pequeño Bruce Wayne sufre de un trauma tras caer a un pozo donde lo atacan decenas de murciélagos, gracias a eso salen de la opera en la noche pero un criminal mata a sus padres mas es capturado. Ahora adulto viajó por el mundo para combatir criminales descubriendo la liga de las sombras cuyo principal objetivo es ese, lo entrenan pero cuando se entera de que su plan es acabar con Gótica termina atacandolos a ellos, salvando de todos modos a su maestro Henri Ducard. De vuelta en Gótica adopta el alter ego de Batman para enfrentar su miedo y combatir la inmensa criminalidad de la ciudad. Su misión será acabar con el plan de Henri y el espantapájaros para destruir la ciudad con ayuda de su mayordomo Alfred, el sargento Jim Gordon y su amigo de la facultad de ciencias de industrias Wayne, Lucius Fox.

### The Dark Knight

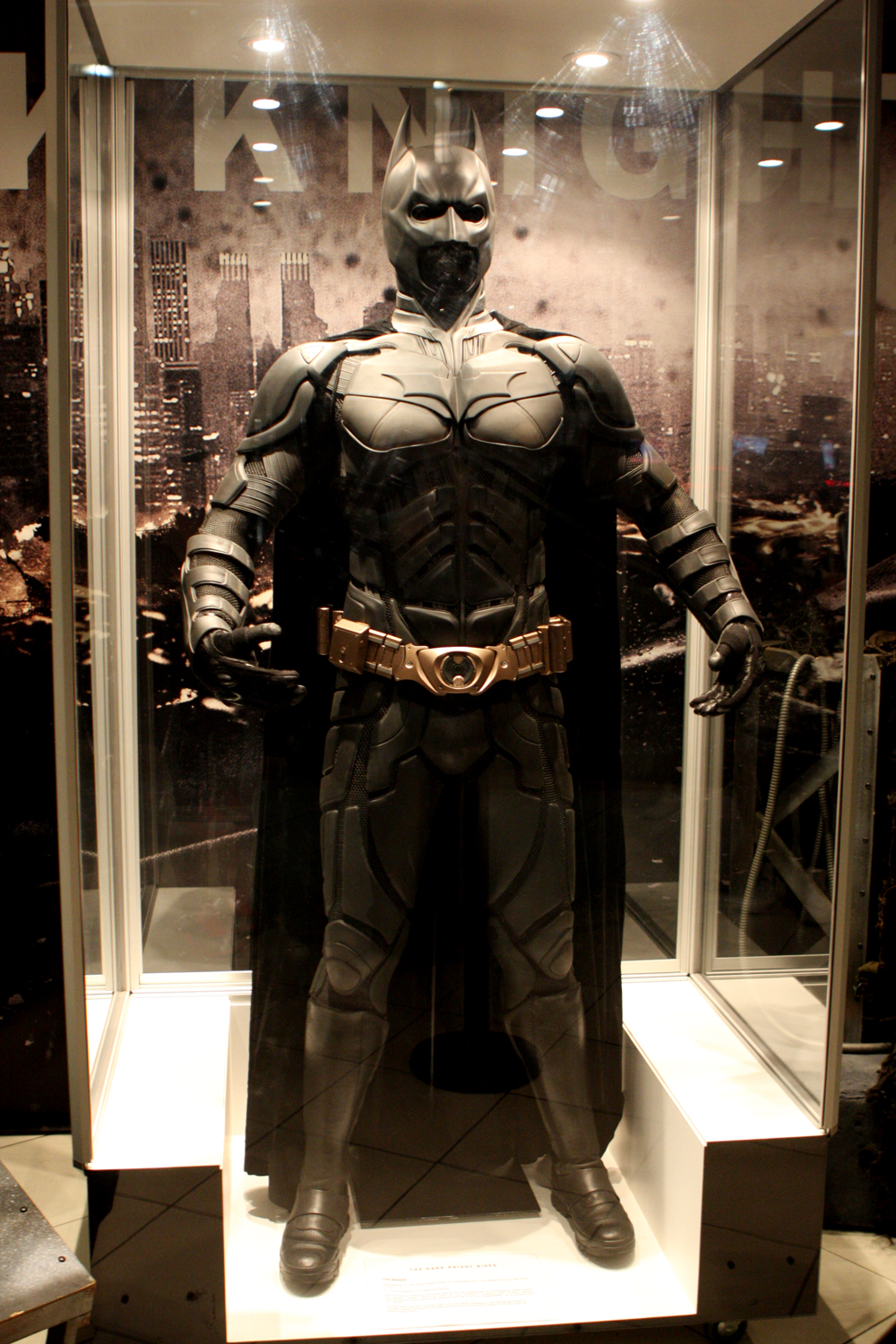
Batitraje mejorado usado por Christian Bale para The Dark Knight

Christopher Nolan repitió su papel de director, y trajo a su hermano Jonathan, para coescribir el guion de la segunda entrega. The Dark Knight contó con Christian Bale repitiendo su papel como Bruce Wayne/Batman, Heath Ledger como el Joker, y Aaron Eckhart como Harvey Dent/Dos Caras. La fotografía principal comenzó en abril de 2007 en Chicago y concluyó en noviembre. Entre otras ubicaciones se encontraron los Pinewood Studios, Ministry of Sound en Londres y Hong Kong. El 22 de enero de 2008, después de haber completado el rodaje de The Dark Knight, Ledger murió de una mala combinación de prescripción médica. Warner Bros, había creado una campaña de comercialización viral para The Dark Knight, desarrollando sitios web promocionales y tráileres resaltando capturas de pantalla de Ledger como el Joker, pero después de la muerte de Ledger, el estudio volvió a centrar su campaña promocional. Se hizo uso de cámaras IMAX a lo largo de la película. Más notablemente durante el robo al banco, la explosión del hospital, y la escena de la caravana SWAT, donde una de las únicas tres cámaras IMAX a la vez fue destruida en un choque.
La película recibió aclamación crítica luego de su estreno el 18 de julio de 2008, con una duración de 152 minutos, y estableció numerosos récords durante su temporada en cines. Con más de $1000 millones en ingresos mundiales, es la 50° película más recaudadora de todos los tiempos, no ajustada a la inflación. La película recibió ocho nominaciones a los Premios Óscar; ganó el premio a la mejor edición de sonido y Ledger fue póstumamente premiado como mejor actor de reparto.
Aquí el Joker se da a conocer para atormentar Gótica pero Batman esta vez cuenta con la ayuda del político Harvey Dent y sus viejos amigos, pero no contaba con que el Joker lograría corromper a Harvey convirtiéndolo en dos caras y lograría hacer que la ciudad viera a Batman como el enemigo principal, ambos son fuertes y brillantes pero uno está más loco y podría conseguir la victoria.

### The Dark Knight Rises
Nolan quería que la historia para la tercera y última entrega lo mantuviera invertido emocionalmente. "En un nivel más superficial, tengo que hacer la pregunta", razonó, "¿Cuántas buenas terceras películas en una franquicia se pueden nombrar?" Él regresó de la búsqueda de una forma necesaria para continuar la historia, pero temió a mitad del rodaje que encontraría redundante a una secuela. The Dark Knight Rises pretende completar la trilogía de Batman de Nolan. Para diciembre de 2008, Nolan completó un bosquejo de historia aproximado, antes de comprometerse con Inception. En febrero de 2010, el trabajo en el guion estaba comenzando con David S. Goyer y Jonathan Nolan. Cuando Goyer se fue para trabajar en el reboot de Superman, Jonathan escribía el guion basado en la historia de su hermano y Goyer. Tom Hardy fue elegido como Bane y Anne Hathaway como Selina Kyle. Joseph Gordon-Levitt fue elegido como John Blake, y Marion Cotillard como Miranda Tate. Nolan confirmó que el Joker no regresaría a la última entrega por respeto a la memoria de Heath Ledger y desmintió los rumores de que se emplearía imágenes rechazadas de The Dark Knight. 
El rodaje comenzó en mayo de 2011 y concluyó en noviembre. Nolan eligió no rodar en 3D pero, centrándose en mejorar la calidad y escala de imagen usando el formato IMAX, esperaba ampliar los límites tecnológicos y aun así que el estilo de la película sea consistente con las dos anteriores. Nolan tuvo varias reuniones con el vicepresidente de IMAX, David Keighley, para trabajar en la logística de proyectar películas en salas IMAX digitales. The Dark Knight Rises contó con más escenas rodadas en IMAX que The Dark Knight. El director de fotografía Wally Pfister expresó interés en rodar la película enteramente en IMAX.
Luego de su estreno, The Dark Knight Rises, con una duración de 165 minutos, recibió una gran aclamación crítica y fue un enorme éxito taquillero, logrando superar a su predecesora y convertirse en la undécima película más recaudadora, recaudando más de $1080 millones. Sin embargo, al contrario que sus predecesoras, la película no fue nominada a ningún Óscar durante su año de elegibilidad en los 85° Premios Óscar, para la sorpresa de los conocedores de la industria cinematográfica.
Aquí ocho años después de la anterior Bruce ha empeorado y se ha encerrado en su mansión, pero le toca resurgir cuando Bane llega para cumplir con la misión de la liga de las sombras, Alfred por el riesgo de perderlo lo abandona. Gracias a Catwoman este ser oscuro logra vencer y encerrar a Batman en una prisión donde nadie ha podido escapar. En la ciudad todo se vuelve un caos, Bane derrota a la policía y encierra a toda la ciudad con la amenaza de destruirla. Más motivado que nunca Batman recupera su poder y logra escapar y con ayuda Gordon y el detective Blake liberan a los policías y se rebelan contra los criminales e intentaran detener una bomba atómica, Bruce deberá demostrar que su poder es más grande que el del temible mercenario.

## Spin-offs

### Batman: Gotham Knight
La tercera en la línea de las películas animadas originales del Universo DC de Warner Bros. Animation y Warner Premiere, es una antología en DVD compuesta por seis cortometrajes: "Have I Got a Story for You", "Crossfire", "Field Test", "In Darkness Dwells", "Working Through Pain", y "Deadshot". Cada corto fue hecho por un estudio japonés diferente. Todas son historias independientes, pero ligeramente interconectadas. La película pretende situarse entre Batman Begins y The Dark Knight, siendo lanzada en DVD pocas semanas antes de la última. David S. Goyer, quien escribió "In Darkness Dwells" para esta película, también coescribió las tres películas de acción en vivo.

### The Dark Knight Coaster
Una montaña rusa del parque temático Six Flags inspirada en la película de 2008. Costando $7.5 millones, la atracción es una montaña rusa Wild Mouse cubierta que coloca a los pasajeros bajo la premisa de ser acosados por el Joker. Antes de ingresar en la montaña, los pasajeros entran a una sala pre-show donde ven una emisión de televisión especialmente hecha de una conferencia de prensa realizada por el fiscal del distrito de Ciudad Gótica Harvey Dent (Aaron Eckhart). Uno de los reporteros le pregunta sobre las cartas del Joker encontradas en escenas de crimen recientes. Casi inmediatamente, el Joker mismo se apodera de la emisión de televisión y sus mensajes (como "¡HA HA!") aparecen por todas las paredes de la sala.

## Personajes y reparto recurrentes
| Personaje                         | Películas                                              | Películas              | Películas                        |
| Personaje                         | Batman Begins (2005)                                   | The Dark Knight (2008) | The Dark Knight Rises (2012)     |
| --------------------------------- | ------------------------------------------------------ | ---------------------- | -------------------------------- |
| Bruce Wayne Batman                | Christian Bale Gus Lewis (j)                           | Christian Bale         | Christian Bale Gus Lewis (j) (a) |
| Alfred Pennyworth                 | Michael Caine                                          | Michael Caine          | Michael Caine                    |
| James "Jim" Gordon                | Gary Oldman                                            | Gary Oldman            | Gary Oldman                      |
| Dr. Jonathan Crane Espantapájaros | Cillian Murphy                                         | Cillian Murphy         | Cillian Murphy                   |
| Lucius Fox                        | Morgan Freeman                                         | Morgan Freeman         | Morgan Freeman                   |
| Rachel Dawes                      | Katie Holmes Emma Lockhart (j)                         | Maggie Gyllenhaal      | Maggie Gyllenhaal (f)            |
| Henri Ducard Ra's al Ghul         | Liam Neeson (Henri Ducard) Ken Watanabe (Ra's al Ghul) |                        | Liam Neeson (c) Josh Pence (j)   |
| Harvey Dent Dos Caras             |                                                        | Aaron Eckhart          | Aaron Eckhart (a) (f)            |
| Joker                             |                                                        | Heath Ledger           |                                  |
| Bane                              |                                                        |                        | Tom Hardy                        |
| Selina Kyle Catwoman              |                                                        |                        | Anne Hathaway                    |
| Talia al Ghul                     |                                                        |                        | Marion Cotillard Joey King (j)   |
| John Blake Robin                  |                                                        |                        | Joseph Gordon Levitt             |

## Recepción

### Taquilla
The Dark Knight y The Dark Knight Rises son dos de las únicas 22 películas en recaudar más de $1000 millones mundialmente.
| Película | Fecha de estreno    | Ingresos taquilleros | Ingresos taquilleros  | Ingresos taquilleros | Posición taquillera              | Posición taquillera               | Presupuesto   | Ref(s) |
| Película | Fecha de estreno    | Norteamérica         | Fuera de Norteamérica | Mundial              | Norteamérica (todos los tiempos) | Internacional (todos los tiempos) | Presupuesto   | Ref(s) |
| --- | ------------------- | -------------------- | --------------------- | -------------------- | -------------------------------- | --------------------------------- | ------------- | ------ |
| Batman Begins | 15 de junio de 2005 | $206,852,432         | $167,366,241          | $374,218,673         | #165                             | #268                              | $150 millones | [ 33 ] |
| The Dark Knight | 18 de julio de 2008 | $534,858,444         | $469,700,000          | $1,004,558,444       | #6 #31(A)                        | #30                               | $185 millones | [ 34 ] |
| The Dark Knight Rises | 20 de julio de 2012 | $448,139,099         | $636,300,000          | $1,084,439,099       | #13 #67(A)                       | #19                               | $230 millones | [ 35 ] |
| Total | Total               | $1,189,849,975       | $1,273,366,241        | $2,463,216,216       | #18                              | #19                               | $565 millones | [ 36 ] |
| Indicador(es) de lista - Una celda color gris claro indica que la información no está disponible. - (A) indica que el total está ajustado basándose en los precios actuales de las entradas (calculados por Box Office Mojo). - Las recaudaciones de Batman Begins y The Dark Knight incluyen los reestrenos de 2012. |                     |                      |                       |                      |                                  |                                   |               |        |

### Crítica
| Película              | Rotten Tomatoes   | Rotten Tomatoes      | Rotten Tomatoes       | Metacritic      | CinemaScore | IMDb                  | FilmAffinity        |
| Película              | Críticos          | Críticos importantes | Audiencia             | Metacritic      | CinemaScore | IMDb                  | FilmAffinity        |
| --------------------- | ----------------- | -------------------- | --------------------- | --------------- | ----------- | --------------------- | ------------------- |
| Batman Begins         | 84% (287 reseñas) | 68% (63 reseñas)     | 94% (1 111 483 votos) | 70 (41 reseñas) | A           | 8.2 (1 500 000 votos) | 7.4 (109 065 votos) |
| The Dark Knight       | 94% (345 reseñas) | 88% (78 reseñas)     | 94% (1 826 027 votos) | 84 (39 reseñas) | A           | 9.0 (2 700 000 votos) | 8.1 (153 124 votos) |
| The Dark Knight Rises | 87% (375 reseñas) | 79% (82 reseñas)     | 90% (1 208 022 votos) | 78 (45 reseñas) | A           | 8.4 (1 800 000 votos) | 7.5 (99 011 votos)  |
| Total                 | 89%               | 78%                  | 93%                   | 77              | A           | 8.5                   | 7.6                 |

### Premios Óscar
| Award               | Batman Begins | The Dark Knight        | The Dark Knight Rises |
| ------------------- | ------------- | ---------------------- | --------------------- |
| Actor de reparto    |               | Ganador (Heath Ledger) |                       |
| Montaje             |               | Nominada               |                       |
| Dirección artística |               | Nominada               |                       |
| Fotografía          | Nominada      | Nominada               |                       |
| Maquillaje          |               | Nominada               |                       |
| Edición de sonido   |               | Ganadora               |                       |
| Sonido              |               | Nominada               |                       |
| Efectos visuales    |               | Nominada               |                       |

## Versión casera
El DVD de Batman Begins fue lanzado el 18 de octubre de 2005, tanto en edición de un disco como deluxe de dos discos y también en formatos VHS y UMD Video. Además de la película, la edición deluxe contenía cortometrajes y otro material bonus. La edición contenía un pequeño cuaderno de bolsillo, la primera historia de Batman, que aparece en Detective Comics #27, así como El hombre que cae y un extracto de Batman: The Long Halloween. Batman Begins llegó al primer lugar en ventas y rentas nacionales en octubre de 2005, siendo el DVD más vendido del cuarto bimestre de 2005. El DVD recaudó $11.36 millones en ingresos de rentas. El DVD mantuvo su posición en la cima de las ventas por otra semana, pero cayó al segundo lugar tras Bewitched en rentas de video. La película había producido $167 millones en ventas de DVD para agosto de 2006. Batman Begins fue lanzada en HD DVD el 10 de octubre de 2006.
The Dark Knight fue lanzado en DVD y Blu-ray Disc en Norteamérica el 9 de diciembre de 2008. Los lanzamientos incluyen una edición en DVD de un disco, una edición especial en DVD de dos discos; una edición BD de dos discos; y un paquete de edición especial BD con una estatuilla de la Batimoto. La versión en BD/iTunes presenta a la película en un formato variable, con las secuencias en IMAX encuadradas en 1.78:1, mientras las escenas rodadas en 35 mm están encuadradas en 2.40:1. Las versiones en DVD muestran la película encuadrada enteramente en un formato 2.40:1 uniforme. El disco 2 de la edición especial en DVD de dos discos muestra las seis secuencias en IMAX principales en el formato 1.44:1 original. Las tomas en IMAX adicionales a lo largo de la película que están presentadas en 1.78:1 en el lanzamiento en Blu-ray, sin embargo, no se incluyen en las características especiales del DVD. Además de los lanzamientos en DVD estándar, algunas tiendas lanzaron sus propias ediciones exclusivas de la película. Las ediciones DVD y Blu-ray Disc fueron lanzadas en Australia el 10 de diciembre de 2008. Se lanzaron en la forma de una edición en DVD de un disco; una edición en DVD de dos discos; una edición de dos discos incluyendo una Batimáscara en DVD y BD; una edición limitada en BD de dos discos con una estatuilla de la Batimoto; una edición en BD de dos discos; y un paquete de Batman Begins/The Dark Knight de cuatro discos en DVD y BD. Para el 19 de diciembre de 2008, el lanzamiento de DVD era la película más vendida en el mercado en DVD australiano. En marzo de 2011, Warner Bros. ofreció The Dark Knight para renta en Facebook, convirtiéndose en la primera película en ser lanzada a través de distribución digital en un sitio de redes sociales.
The Dark Knight Rises fue lanzada el 28 de noviembre de 2012 en Hong Kong y Nueva Zelanda. El 3 de diciembre, fue lanzada en el Reino Unido, y el 4 de diciembre, fue lanzada en los Estados Unidos. Está disponible en Blu-ray, DVD, y como una descarga digital.
Coincidiendo con el lanzamiento de The Dark Knight Rises, un set de la trilogía de The Dark Knight fue lanzado: "Diseñado por el mundialmente reconocido diseñador gráfico Chip Kidd, El arte y la creación de la trilogía de The Dark Knight cuenta la historia detrás de escenas completa de estas influyentes películas. Basada en entrevistas detalladas con Nolan y todo el reparto y equipo clave de las películas —incluyendo los co-guionistas David S. Goyer y Jonathan Nolan, el director de fotografía Wally Pfister, y más— esta versión reducida del original revela el proceso creativo tras la épica trilogía de The Dark Knight, acentuado por hermosas ilustraciones y fotografías nunca antes vistas."